# Hilfswerk
Ein Hilfswerk bezeichnet in der eigentlichen Wortbedeutung eine Arbeit, in deren Rahmen eine Hilfe geleistet wird. In der Regel ist damit die Hilfe für Menschen gemeint. Dabei kann ein weites Spektrum angesprochen sein, von der Wohlfahrtspflege, bis hin zur Humanitären Hilfe in Katastrophenfällen. Mit Hilfswerk kann aber auch eine konkrete Aktion oder Hilfsorganisation gemeint sein.

## Bestehende Hilfswerke
Einige Organisationen im deutschsprachigen Raum tragen heute das Wort Hilfswerk im Namen, beispielsweise:
- Technisches Hilfswerk, (THW) als Zivil- und Katastrophenschutzorganisation in der Bundesrepublik Deutschland
- Hilfswerk Österreich, einer der größten österreichischen Anbieter sozialer Dienstleistungen
- Internationales Katholisches Missionswerk missio, Hilfswerk der katholischen in Deutschland für Afrika, Asien und Ozeanien
- Bischöfliches Hilfswerk Misereor, Hilfswerk der römisch-katholischen Kirche in Deutschland mit Sitz in Aachen
- Brot für die Welt, Hilfswerk der evangelischen Landeskirchen und Freikirchen in Deutschland mit Sitz in Berlin
- Hilfswerk der Evangelisch-reformierten Kirche Schweiz (HEKS), ein aus dem Schweizerischen Evangelischen Kirchenbund hervorgegangenes Hilfswerk mit Sitz in Zürich
- Lazarus Hilfswerk, eine deutsche, gemeinnützige Hilfs- und Sanitätsorganisation
- Clemens-Hofbauer-Hilfswerk, eine gemeinnützige kirchliche Hilfsorganisation für Schüler des Zweiten Bildungsweges
- Hilfswerk der Kustodie des Heiligen Landes, ein in Rom angesiedelter, international tätiger Verein zur Unterstützung der Arbeit der Kustodie des Heiligen Landes

## Historische Hilfswerke
In der Vergangenheit trugen folgende Organisationen das Wort im Namen:
- Das Evangelische Hilfswerk der EKD ging im Diakonischen Werk auf.
- Winterhilfswerk (des Deutschen Volkes)